# Mały Smereków
Smereków Mały (1043 m), Żebrakówka – szczyt w Grupie Oszusa w Beskidzie Żywiecko-Kisuckim (na Słowacji są to Beskidy Orawskie). Na mapie słowackiej ma nazwę Żebrakówka i wysokość 1043 m.
Nazwy Smereków i Smerekowica w polskich Beskidach są tylko trzy – jest to Smereków Wielki, Mały Smereków i Smrekowica. Nazwa Smrekovica często natomiast występuje w słowackich Karpatach, np. w Wielkiej Fatrze i Małej Fatrze. Najprawdopodobniej do Polski przynieśli ją wołoscy pasterze.
Smereków Mały (Żebrakówka) znajduje się w głównym grzbiecie Beskidu Żywieckiego, pomiędzy Soliskiem (1031 m) a Jaworzyną (1052 m). Grzbietem tym biegnie granica polsko-słowacka oraz Wielki Europejski Dział Wodny. Na tym odcinku grzbiet jest bardzo wyrównany, Mały Smereków to mało wybitny szczyt, ale ma znaczenie topograficzne, gdyż na polską stronę, w kierunku północno-zachodnim opada z niego krótki grzbiet opływany przez dwa potoki; Smerekówka Wielka i Smerekówka Mała, obydwa są dopływami potoku Glinka. Grzbiet posiada wzniesienie o nazwie Butorówka i znajdują się na nim pola i zabudowania należącego do miejscowości Glinka przysiółka Butorówka, w województwie małopolskim, w powiecie żywieckim, w gminie Ujsoły. Pola tego osiedla podchodzą do wysokości 880 m, wyżej polskie stoki Smerekowa Małego są strome i porośnięte lasem świerkowym. Słowackie, wschodnie stoki Żebrakówki są znacznie mniej strome, należą do miejscowości Nowoć (słow. Novoť) i wraz z sąsiednim Soliskiem znajdują się w widłach dwóch źródłowych potoków Klinianki. Na zdjęciach lotniczych słowackiej mapy widoczne są już nieuprawiane i zarastające lasem tarasy dawnych pól uprawnych miejscowości Novoć, podchodzące aż pod sam grzbiet Solisko-Żebrakówka.
Przez szczyt Małego Smerekowa prowadzi słowacki szlak graniczny.

## Szlaki turystyczne
słowacki szlak graniczny